# GPS

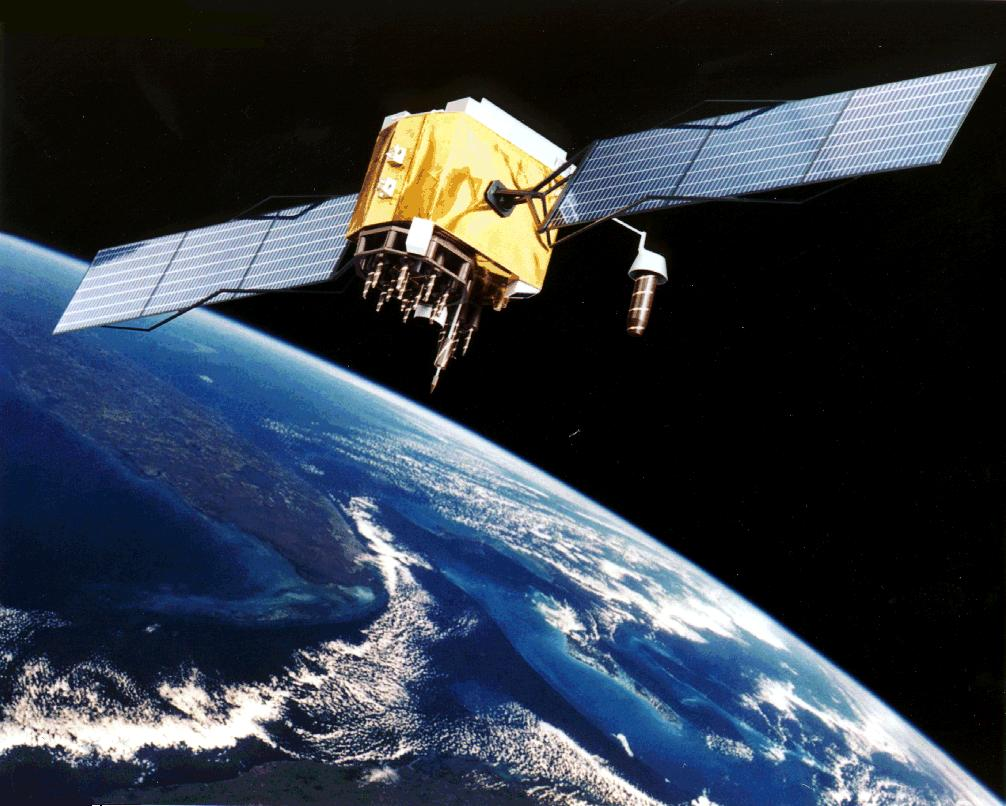
Satellite GPS

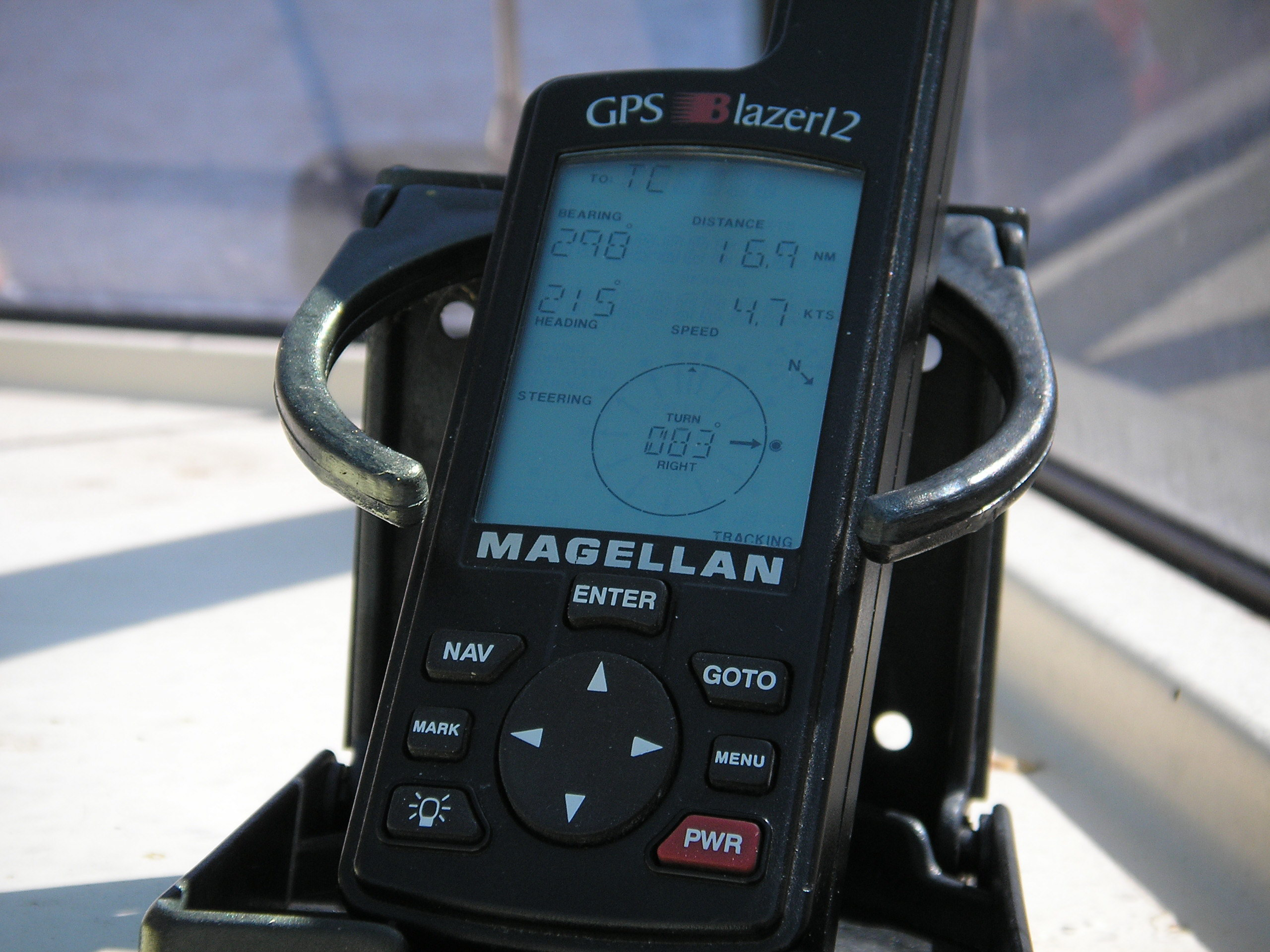
Ricevitore GPS per uso civile in mare

Il sistema di posizionamento globale (acronimo in inglese: Global Positioning System, a sua volta abbreviazione di NAVSTAR GPS, acronimo di NAVigation Satellite Timing And Ranging Global Positioning System o di NAVigation Signal Timing And Ranging Global Positioning System) è un sistema di posizionamento e navigazione satellitare militare statunitense. 
Attraverso una rete dedicata di satelliti artificiali in orbita, fornisce a un terminale mobile o ricevitore GPS informazioni sulle sue coordinate geografiche e sul suo orario in ogni condizione meteorologica, ovunque sulla Terra o nelle sue immediate vicinanze, dove vi sia un contatto privo di ostacoli con almeno quattro satelliti del sistema. La localizzazione avviene tramite la trasmissione di un segnale radio da parte di ciascun satellite e l'elaborazione dei segnali ricevuti da parte del ricevitore.
È gestito dal governo degli Stati Uniti ed è liberamente accessibile da chiunque sia dotato di un ricevitore GPS. Il suo grado attuale di accuratezza è dell'ordine di pochi metri, in dipendenza dalle condizioni meteorologiche, dalla disponibilità e dalla posizione dei satelliti rispetto al ricevitore, dalla qualità e dal tipo di ricevitore, dagli effetti di radiopropagazione del segnale radio in ionosfera e troposfera (es. rifrazione), e dagli effetti della relatività.

## Storia
Il GPS è stato creato in sostituzione del precedente sistema, il Transit.
Il progetto GPS è stato sviluppato nel 1973 per superare i limiti dei precedenti sistemi di navigazione, integrando idee di diversi sistemi precedenti, tra cui una serie di studi classificati degli anni sessanta. Il GPS è stato creato e realizzato dal Dipartimento della Difesa statunitense (USDOD) e originariamente disponeva di 24 satelliti. Il sistema è diventato pienamente operativo nel 1994.
Nel 1991 gli USA aprirono al mondo il servizio per usi civili con il nome SPS (Standard Positioning System), con specifiche differenziate da quello riservato all'uso delle forze militari USA denominato PPS (Precision Positioning System). Il segnale civile era intenzionalmente degradato attraverso la Selective Availability (SA) che introduceva errori intenzionali nei segnali satellitari allo scopo di ridurre l'accuratezza della rilevazione, consentendo precisioni dell'ordine di 900–950 m. Questa degradazione del segnale è stata disabilitata nel mese di maggio 2000 grazie a un decreto del presidente degli Stati Uniti Bill Clinton, mettendo così a disposizione degli usi civili la precisione attuale di circa 10–20 m, anche se tra i due sistemi permangono delle differenze descritte più avanti. Per impedirne il montaggio su missili, nei modelli per uso civile devono essere presenti alcune limitazioni: massimo 18 km per l'altitudine e 515 m/s per la velocità. Questi limiti possono essere superati, ma non contemporaneamente.

## Descrizione
Il sistema di posizionamento si compone di tre segmenti: il segmento spaziale (space segment), il segmento di controllo (control segment) e il segmento utente (user segment). L'Aeronautica militare degli Stati Uniti sviluppa, gestisce e opera il segmento spaziale e il segmento di controllo.
Il segmento spaziale comprende da 24 a 32 satelliti. Il segmento di controllo si compone di una stazione di controllo principale, una stazione di controllo alternativa, varie antenne dedicate e condivise e stazioni di monitoraggio. Il segmento utente infine è composto dai ricevitori GPS.
Attualmente sono in orbita 31 satelliti attivi nella costellazione GPS più alcuni satelliti dismessi, alcuni dei quali riattivabili in caso di necessità. I satelliti supplementari migliorano la precisione del sistema permettendo misurazioni ridondanti. Al crescere del numero di satelliti, la costellazione è stata modificata secondo uno schema non uniforme che si è dimostrato maggiormente affidabile in caso di guasti contemporanei di più satelliti.

### Principio di funzionamento

Animazione della costellazione di satelliti del GPS durante il movimento di un ricevitore a terra

Il principio di funzionamento si basa sul metodo di posizionamento sferico (multilaterazione), che parte dalla misura del tempo impiegato da un segnale radio a percorrere la distanza satellite-ricevitore.
Poiché il ricevitore non conosce il momento in cui è stato trasmesso il segnale dal satellite, per il calcolo della differenza dei tempi il segnale inviato dal satellite è di tipo orario, grazie all'orologio atomico presente sul satellite: il ricevitore calcola l'esatta distanza di propagazione dal satellite a partire dalla differenza tra l'orario pervenuto e quello del proprio orologio sincronizzato con quello a bordo del satellite, tenendo conto della velocità di propagazione del segnale. Questa differenza è dell'ordine dei microsecondi.
L'orologio a bordo dei ricevitori GPS è molto meno sofisticato di quello a bordo dei satelliti e deve essere corretto frequentemente, non essendo altrettanto accurato sul lungo periodo. In particolare la sincronizzazione di questo orologio avviene all'accensione del dispositivo ricevente, utilizzando l'informazione che arriva dal quarto satellite, venendo così continuamente aggiornata. Se il ricevitore avesse anch'esso un orologio atomico al cesio perfettamente sincronizzato con quello dei satelliti, sarebbero sufficienti le informazioni fornite da 3 satelliti, ma nella realtà non è così e dunque il ricevitore deve risolvere un sistema di 4 incognite (latitudine, longitudine, altitudine e tempo) e quindi necessita di almeno 4 equazioni.
Ciascun satellite emette su due canali: L1, l'unico disponibile al servizio SPS (per uso civile), e L2 per l'uso esclusivo per il servizio PPS (uso militare). Le frequenze portanti sono di 1575,42 MHz e di 1227,6 MHz rispettivamente, derivate da un unico oscillatore ad alta stabilità di clock pari a 10,23 MHz che viene moltiplicato per 154 e 120 per ottenere la frequenza delle due portanti. Negli ultimi anni alcuni modelli di ricevitori GPS per uso civile in campo ingegneristico hanno la possibilità di usufruire del secondo canale L2, permettendo così di raggiungere un'accuratezza centimetrica.
Lo scopo della doppia frequenza è quello di eliminare l'errore dovuto alla rifrazione atmosferica. Su queste frequenze portanti, modulate in fase, viene modulato il messaggio di navigazione che ha una velocità di trasmissione pari a 50 bit per secondo con una modulazione numerica di tipo binario (0;1), contenente:
- tempo della trasmissione del satellite (satellite time-of-transmission);
- effemeridi satellite (satellite ephemeris);
- grado di funzionalità del satellite (satellite (SIS) health);
- correzione relativistica dell'orologio satellitare (satellite clock correction);
- effetti di ritardo del segnale dovuti alla ionosfera (ionospheric delay effects);
- correlazione con il tempo coordinato universale (UTC) come specificato dallo United States Naval Observatory (USNO);
- stato della costellazione (constellation status).

La funzione del ricevitore di bordo è prima di tutto quella di identificare il satellite attraverso la banca dati di codici che quest'ultimo ha in suo possesso; infatti ogni satellite ha un codice grazie a cui il ricevitore lo identifica. L'altra funzione importante del ricevitore è quella di calcolare il delta t, ovvero il tempo impiegato dal segnale per arrivare dal satellite al ricevitore. Esso viene ricavato dalla misura dello slittamento necessario ad adattare la sequenza dei bit ricevuta dal satellite a quella identica replicata dal ricevitore di bordo.
Ogni satellite trasmette l'almanacco (parametri orbitali approssimati) dell'intera costellazione ed esclusivamente le effemeridi relative a sé stesso. La parte relativa alle effemeridi dura 18 secondi e viene ripetuta ogni 30 secondi. Per scaricare completamente l'almanacco dell'intera costellazione sono necessari invece 12,5 minuti.
In questo modo il ricevitore GPS, mentre effettua il conteggio Doppler, riceve i parametri dell'orbita da cui deriva la posizione del satellite: viene così a disporre di tutti gli elementi necessari a definire la superficie di posizione nello spazio.

### Il segmento spaziale
| Serie | Periodo di lancio | Lanciatore | Lanciatore   | Lanciatore        | Lanciatore    | Attualmente in orbita e funzionante |
| Serie | Periodo di lancio | Suc- cesso | Insuc- cesso | In prepa- razione | Piani- ficato | Attualmente in orbita e funzionante |
| --- | ----------------- | ---------- | ------------ | ----------------- | ------------- | ----------------------------------- |
| I | 1978–1985         | 10         | 1            | 0                 | 0             | 0                                   |
| II | 1989–1990         | 9          | 0            | 0                 | 0             | 0                                   |
| IIA | 1990–1997         | 19         | 0            | 0                 | 0             | 6                                   |
| IIR | 1997–2004         | 12         | 1            | 0                 | 0             | 12                                  |
| IIR-M | 2005–2009         | 8          | 0            | 0                 | 0             | 7                                   |
| IIF | 2010–2016         | 12         | 0            | 0                 | 0             | 12                                  |
| IIIA | 2018- ?           | 0          | 0            | 1                 | 10            | 0                                   |
| IIIB | Teorico           | 0          | 0            | 0                 | 8             | 0                                   |
| IIIC | Teorico           | 0          | 0            | 0                 | 16            | 0                                   |
| Totale | Totale            | 64         | 2            | 6                 | 36            | 37                                  |

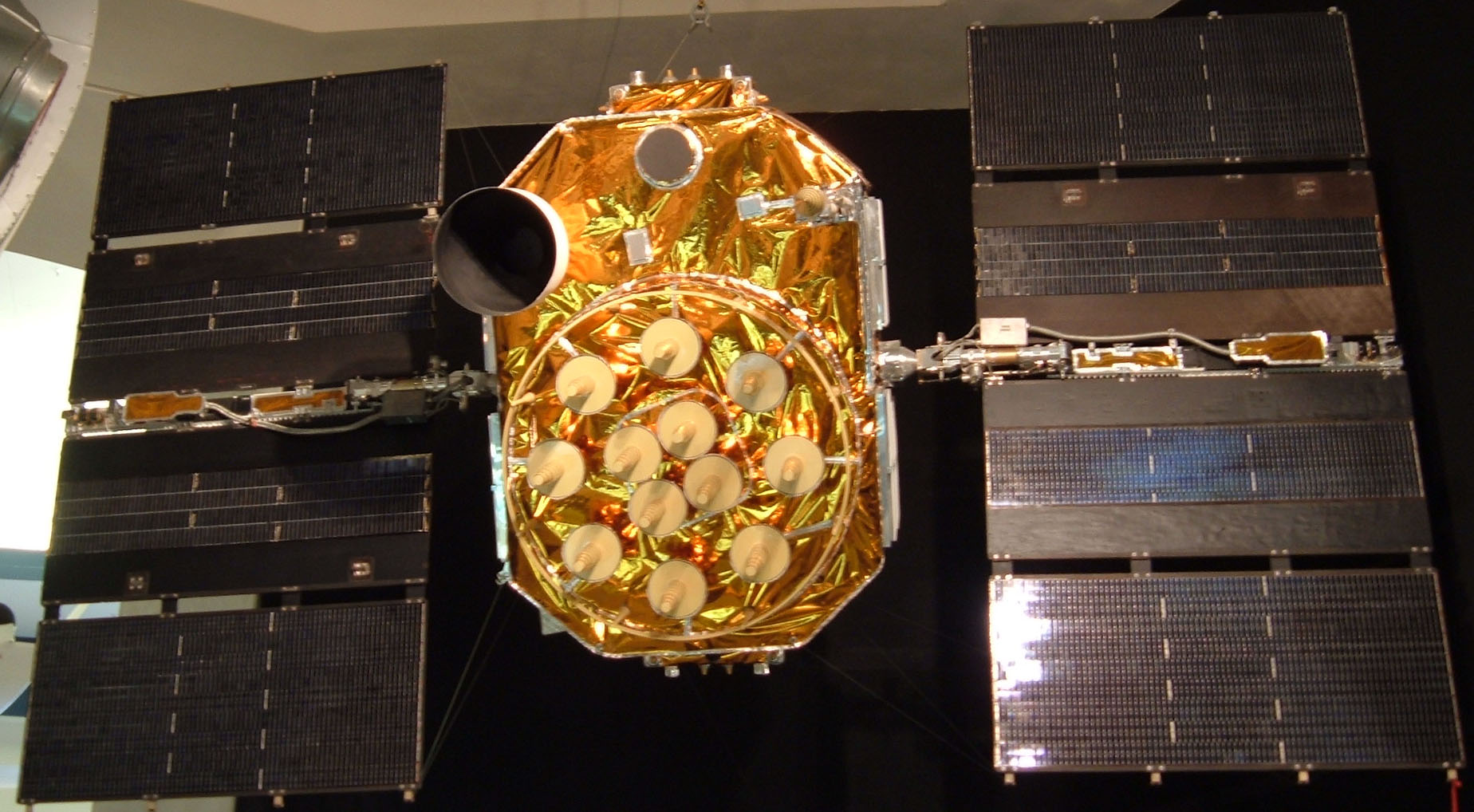
Un satellite GPS non lanciato esposto a Museo dello spazio di San Diego

| (Ultimo aggiornamento: 9 luglio 2014) PRN 01 della Serie IIR-M non è in servizio PRN 25 della Serie IIA non è in servizio PRN 32 della Serie IIA non è in servizio |                   |            |              |                   |               |                                     |

Dal 2010 il sistema è costituito da una costellazione di 31 satelliti NAVSTAR (navigation satellite timing and ranging), disposti su sei piani orbitali con un'inclinazione di 55° sul piano equatoriale. Seguono un'orbita praticamente circolare con eccentricità massima tollerata di 0,03 e raggio di circa 26 560 km che percorrono in 11 h 58 min 2 s, o metà giorno siderale. I satelliti, osservati da terra, ripetono lo stesso percorso nel cielo dopo un giorno sidereo.
Ciascun piano orbitale ha almeno 4 satelliti e i piani sono disposti in modo tale che ogni utilizzatore sulla terra possa ricevere i segnali di almeno 5 satelliti. Ogni satellite, a seconda della versione, possiede un certo numero di orologi atomici al cesio o al rubidio.
In orbita vi sono almeno 24 satelliti per la trasmissione di dati GPS, più 3 di scorta per garantire copertura globale del servizio. Ciascun satellite dispone di razzi a idrazina per effettuare le correzioni di orbita e di pannelli solari fotovoltaici per la produzione di energia elettrica uniti a una batteria per garantire l'energia anche quando il sole è eclissato.
Le generazioni che si sono susseguite sono denominate:
- Block I: i primi 11 satelliti del sistema, in orbita tra il 1978 e il 1985, prodotti da Rockwell International, erano in programma per una missione media di 4,5 anni e una durata di vita di 5 anni, ma la loro vita media è salita a 8,76 anni, il più longevo restò in attività per 10 anni. Il loro compito principale era quello di convalidare il concetto di GPS. Oggi nessun satellite di questa generazione è ancora in uso;
- Block II: i satelliti di questa generazione sono i primi satelliti operativi GPS. Recepiscono molti miglioramenti rispetto alla versione precedente, soprattutto per quanto riguarda l'autonomia. Essi sono in grado di rimanere 14 giorni senza contatto con il segmento di terra, mantenendo una precisione sufficiente. Nove satelliti sono stati lanciati nel 1989 e nel 1990. Sebbene si fosse preventivata una vita operativa di 7,5 anni, la maggior parte di loro rimase in funzione per oltre 10 anni. Dal 2010 non è più attivo alcun satellite Block II;
- Block IIA: rappresentano un ulteriore sviluppo dei satelliti Block II e ne vennero lanciati 19 tra il 1990 e il 1997. Essi sono stati in grado di operare in modalità degradata per il comparto civile. Sono dotati di due orologi atomici al cesio e due orologi al rubidio. Nel 1993 hanno segnato l'inizio della fase operativa del GPS. Nel 2014 sono ancora attivi 6 satelliti della generazione IIA;
- Block IIR: i satelliti Block IIR sono dotati di maggiore autonomia, costruiti dalla Lockheed Martin e messi in orbita tra il 1997 e il 2009, possono scambiarsi messaggi senza nessun contatto con la Terra, consentendo agli operatori di sistema di comunicare con i satelliti che non sono accessibili in comunicazione diretta. Sono dotati di tre orologi atomici al rubidio. Ventuno dei satelliti di questo blocco sono stati lanciati il 17 agosto 2009 e venti sono ancora attivi. Gli ultimi otto sono nominati con l'acronimo IIR-M perché emettono un nuovo codice (L2C) per uso civile e un nuovo codice militare (M). Il satellite IIR-M7 ha portato a bordo un emettitore sperimentale in grado di trasmettere sulla frequenza di 1176,45 MHz, chiamata L5, che sarà adottata dai satelliti del Blocco F.[8] I segnali L1 ed L2 saranno inutilizzabili a causa di interferenze tra questi segnali ed il segnale L5;
- Block IIF: i satelliti del blocco IIF (Follow-On) sono costruiti dalla Boeing e ne sono previsti 12 esemplari. Il primo della serie è stato lanciato nel maggio 2010[11] e il lancio di altri satelliti è stato effettuato gradualmente fino al 2016.
- Block III: i satelliti di questa serie sono ancora in fase di sviluppo e sono destinati a sostenere il sistema GPS almeno fino al 2030. I primi studi sono stati avviati nel novembre 2000 e nel maggio 2008.[richiede aggiornamento] Lockheed Martin è stata scelta per realizzare 32 satelliti.

### Il segmento di controllo

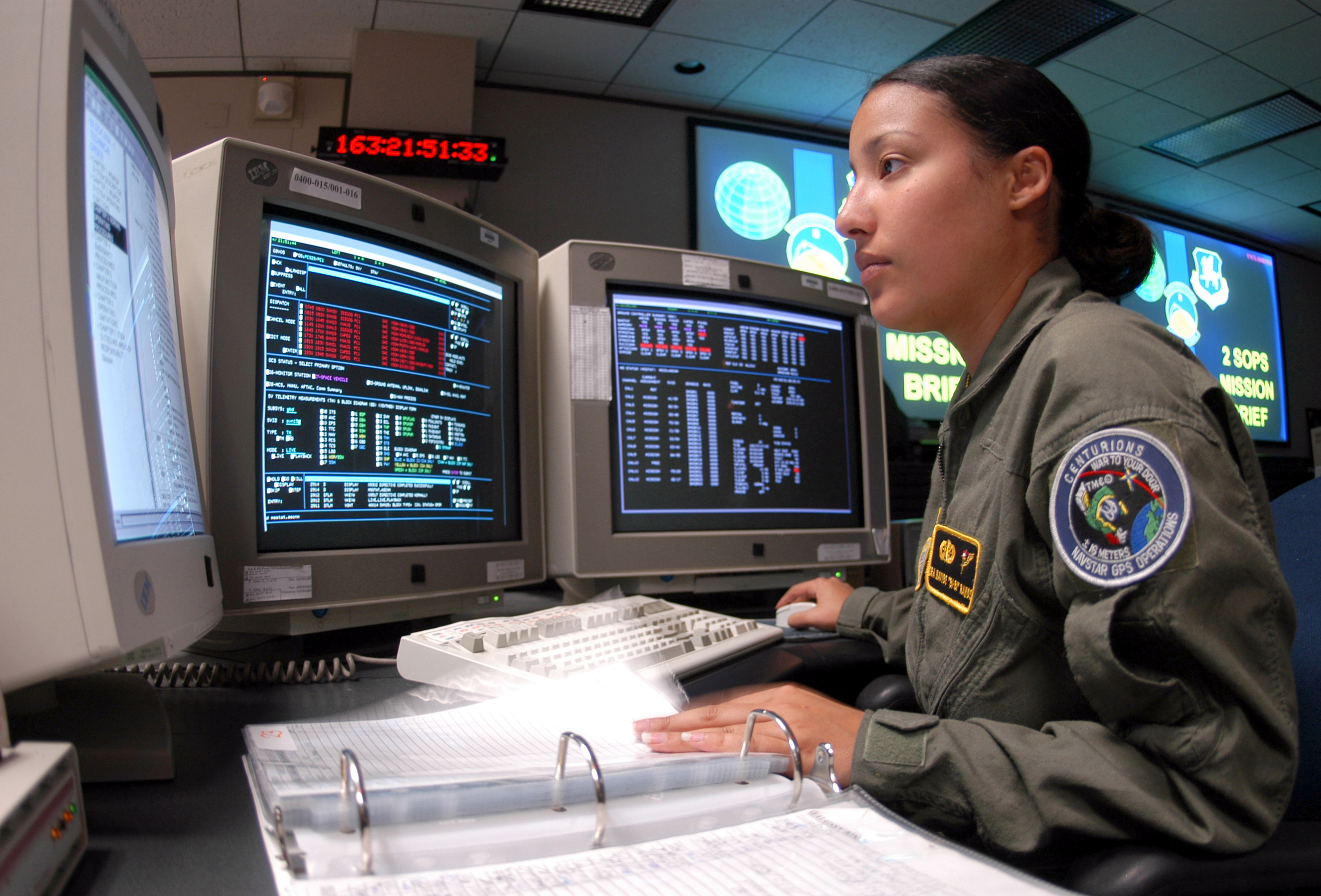
Un'operatrice dell'Aeronautica statunitense nel centro di controllo della base aerea di Schriever in Louisiana

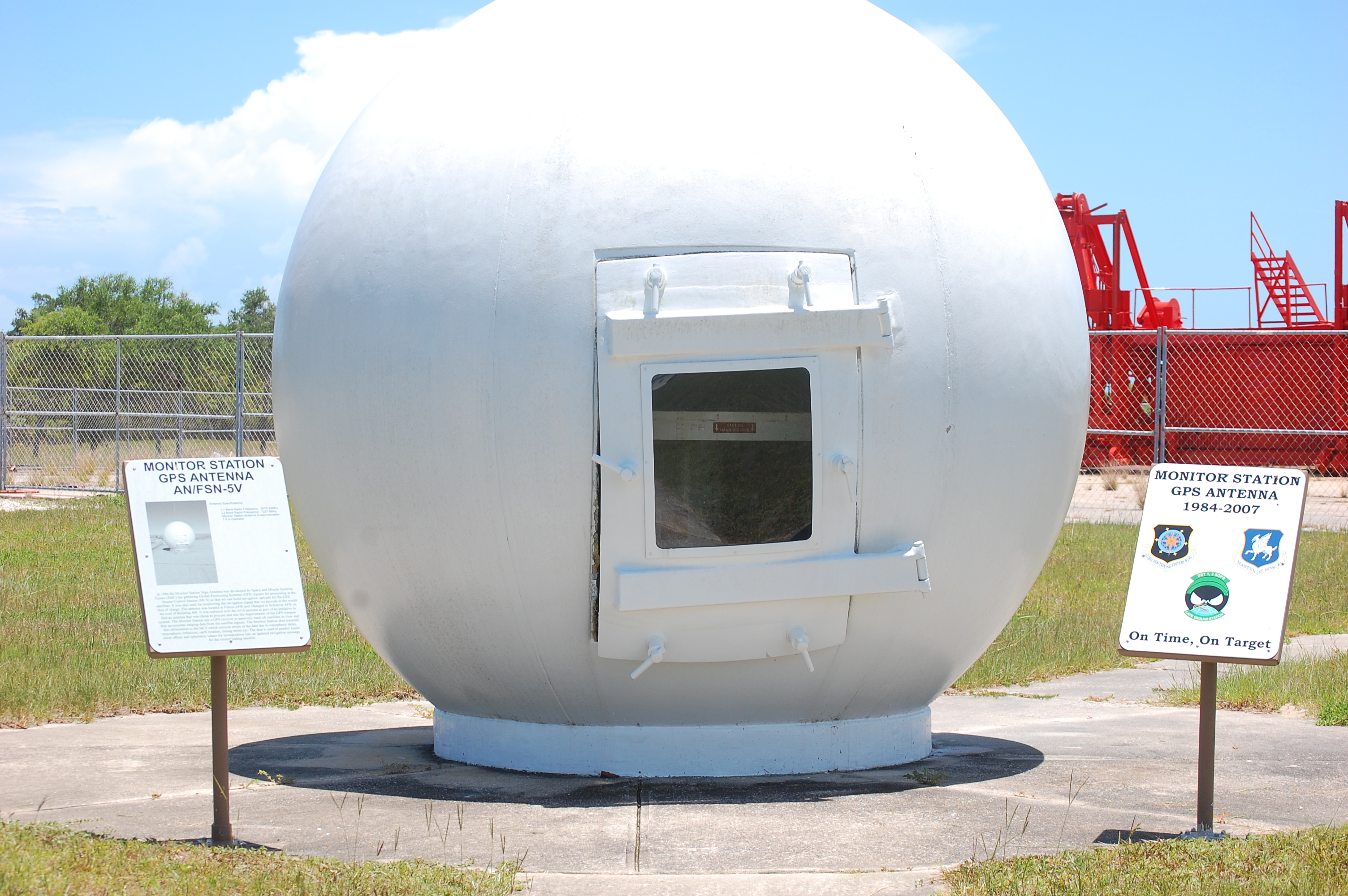
Stazione di controllo a terra utilizzata dal 1984 al 2007, in mostra allo Air Force Space & Missile Museum

Il segmento di controllo è composto da:
1. una stazione di controllo principale (master control station);
2. una stazione di controllo principale alternativa (alternate master control station);
3. quattro antenne terrestri dedicate;
4. sei stazioni di controllo dedicate;

La stazione di controllo principale può accedere anche alle antenne della rete di controllo satellitare dell'Aeronautica degli Stati Uniti (AFSCN), per ottenere capacità di comando e controllo aggiuntive, e alle stazioni di controllo della NGA (National Geospatial-Intelligence Agency). Le traiettorie dei satelliti vengono rilevate da apposite stazioni dell'Aeronautica nelle Hawaii, su Kwajalein, nell'isola dell'Ascensione, nell'isola di Diego Garcia, a Colorado Springs e a Cape Canaveral, assieme alle stazioni dell'NGA condivise, in Inghilterra, Argentina, Ecuador, Bahrein, Australia e a Washington.
Le informazioni di tracciamento vengono inviate alla stazione di controllo principale, all'Air Force Space Command nella base aerea di Schriever, a 25 km da Colorado Springs, che è gestito dal 2nd Space Operations Squadron (2º Squadrone operazioni spaziali) dell'Aeronautica. Quindi il Comando contatta regolarmente ogni satellite GPS per i necessari aggiornamenti con le antenne dedicate o condivise. Le antenne dedicate sono a Kwajalein, nell'isola dell'Ascensione, a Diego Garcia, ed a Cape Canaveral.
Questi aggiornamenti servono a sincronizzare gli orologi atomici a bordo dei satelliti con scarti di nanosecondi e ad aggiornare le effemeridi del modello orbitale interno. Gli aggiornamenti sono calcolati da un filtro di Kalman che utilizza i dati delle stazioni di controllo a terra, le informazioni della meteorologia spaziale e vari altri parametri.
Le manovre satellitari non sono accurate per gli standard GPS. Così durante il cambiamento dell'orbita di un satellite, il satellite viene messo fuori servizio (unhealthy), in modo che non venga utilizzato dai ricevitori. Poi, una volta terminata la manovra, l'orbita può essere controllata e acquisita da terra e il satellite rimesso in servizio con le nuove effemeridi.

#### Stazioni di tracciamento e centro di calcolo
Il tracciamento dei satelliti comprende tutte quelle operazioni atte a determinare i parametri dell'orbita. A ciò provvedono 5 stazioni principali, site nei pressi dell'equatore, dette appunto di tracciamento (main tracking stations), e in particolare a Colorado Springs, Diego Garcia, Hawaii, l'isola di Ascensione e Kwajalein. Colorado Springs è anche sede del centro di calcolo. Ogni volta che un satellite nel suo moto orbitale sorvola il territorio americano le stazioni di tracciamento ne registrano i dati doppler che vengono avviati al centro di calcolo e qui valorizzati per la determinazione dei parametri orbitali. Per risolvere questo problema è necessario avere un fedele modello matematico del campo gravitazionale terrestre. La costruzione di questo modello è stato uno dei problemi di più ardua soluzione nello sviluppo del progetto Transit da cui è derivato l'attuale Navstar. I risultati di questa indagine sul campo gravitazionale terrestre, che sono di vasta portata dal punto di vista geodetico, possono riassumersi in un'immagine del globo su cui vengono riportate le linee di eguale scostamento del geoide (LMM) dall'ellissoide di riferimento APL.

#### Stazioni di soccorso
I parametri orbitali di ciascun satellite, appena determinati dal centro di calcolo, sono riuniti in un messaggio che viene inoltrato al satellite interessato mediante una delle stazioni di soccorso. Il satellite registra i parametri ricevuti nella sua memoria e li trasmette agli utenti.

### Il segmento utente: il ricevitore GPS

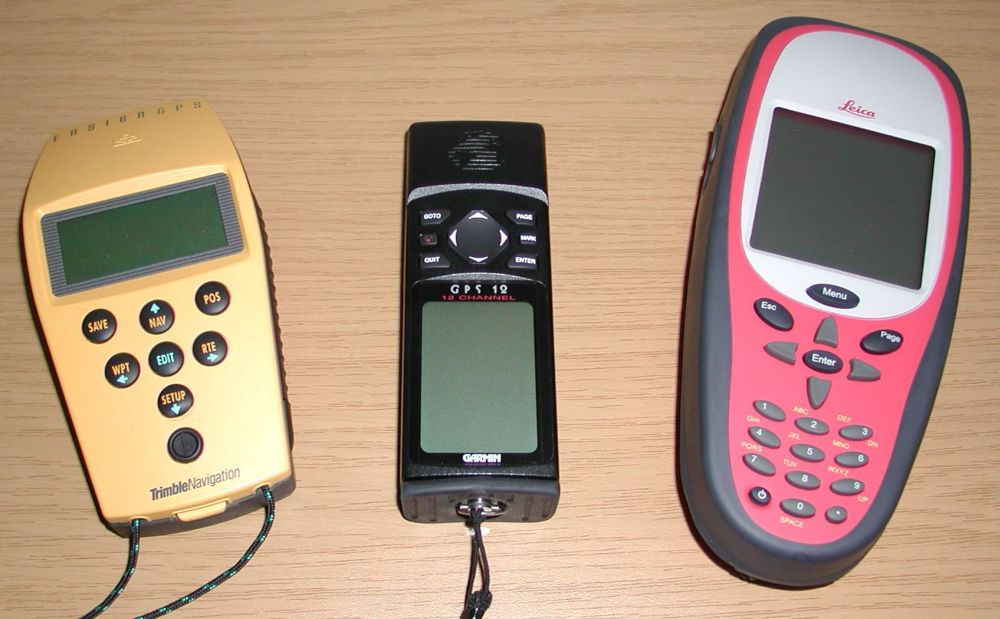
Ricevitori GPS prodotti da Trimble, Garmin e Leica (da sinistra a destra).

Il segmento utente è composto dalle centinaia di migliaia di ricevitori militari che usano il PPS e le decine di milioni di ricevitori degli utente civili, commerciali e scientifici che fanno uso del SPS. In generale i ricevitori si compongono di un'antenna, un microprocessore e una sorgente di tempo, come per esempio un oscillatore al quarzo o un TCXO. Possono anche includere un display per fornire le informazioni all'utente.
Un ricevitore viene spesso descritto dal numero di canali di cui dispone, ovvero il numero di satelliti che è in grado di monitorare simultaneamente. Il numero di canali è stato incrementato progressivamente nel tempo. Tipicamente un moderno ricevitore commerciale dispone di un numero di canali compreso tra 20 e 32 anche se sono disponibili ricevitori con un numero maggiore.
Esistono in commercio ricevitori GPS ("esterni"), interfacciabili mediante porta USB o connessioni senza fili come il Bluetooth, che consentono di realizzare navigatori GPS su vari dispositivi: palmari, PC, computer portatili e, se dotati di sufficiente memoria, anche telefoni cellulari. Per la navigazione esistono software appositi, proprietari o open source che utilizzano una cartografia, anch'essa pubblica o proprietaria. I dati di navigazione vengono generalmente forniti a PC o altri dispositivi attraverso il protocollo NMEA 0183. Sebbene il protocollo sia ufficialmente definito dalla National Marine Electronics Association (NMEA), sono disponibili molte informazioni pubbliche che hanno permesso lo sviluppo di vari strumenti software, anche open source, senza violare proprietà intellettuali. Esistono anche protocolli proprietari come SiRF o MTK o UBX specifici del produttore.

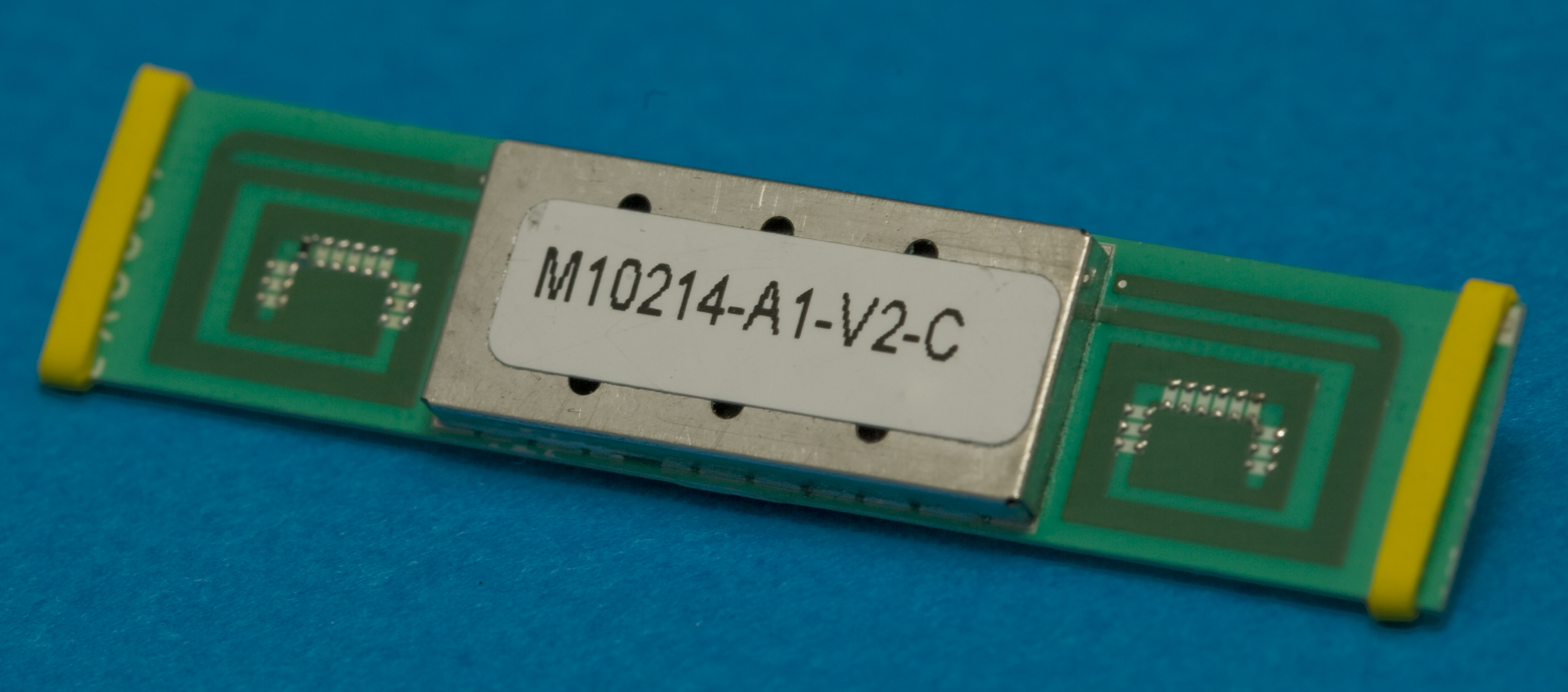
Un tipico ricevitore GPS con antenna integrata.

Sempre più spesso i ricevitori GPS sono integrati all'interno di smartphone, PDA, Tablet PC, orologi e vari oggetti per gli utenti adatti all'uso in mobilità.

### GPS e teoria della relatività
Gli orologi a bordo dei satelliti vengono corretti per gli effetti della teoria della relatività, che porta a un anticipo del tempo sui satelliti. L'osservazione di tale anticipo è considerata una verifica della teoria di Einstein in un'applicazione al mondo reale. L'effetto relativistico rilevato corrisponde a quello atteso in teoria, nei limiti di accuratezza della misura. L'anticipo è l'effetto combinato di due fattori: a causa della velocità relativa di spostamento l'orologio sul satellite misura 7 microsecondi al giorno meno dell'orologio sulla terra, mentre a causa del potenziale gravitazionale, minore sull'orbita del satellite, l'orologio sul satellite misura 45 microsecondi in più. Pertanto, il bilancio è che l'orologio sul satellite misura 38 microsecondi al giorno più degli orologi a terra. Per ovviare alla differenza tra orologi a bordo e a terra, gli orologi sul satellite sono corretti per via elettronica. Senza queste correzioni, il sistema GPS genererebbe errori di posizione dell'ordine dei chilometri ogni giorno e non garantirebbe l'accuratezza centimetrica a cui il sistema realmente riesce ad arrivare.
Per raggiungere l'accuratezza indicata occorre tenere in conto altri errori di sincronizzazione, non solo quelli di origine relativistica, per esempio quelli legati alla propagazione di segnale in atmosfera o ai ritardi dell'elettronica di bordo. Mentre gli errori relativistici sono compensati, l'efficace compensazione di quelli atmosferici o elettronici è più complessa.

### Analisi e origine degli errori
L'analisi degli errori del Global Positioning System è un processo complesso, che deve tenere in conto molte variabili. Innanzitutto occorre distinguere tra l'analisi del segmento di terra e quello spaziale. Un'altra importante distinzione è tra errori relativi all'orbitografia dei satelliti, errori di sincronizzazione, errori legati alla propagazione dei segnali verso terra e quelli determinati dall'elettronica. Gli errori dovuti all'elettronica, come per esempio i ritardi cui sono soggetti i segnali nei circuiti, sono in genere gestiti tramite la taratura e i test diretti sull'hardware. Un limite di questa gestione deriva dall'eventuale degradazione dell'hardware nel tempo, che il lancio in orbita o l'esposizione a raggi cosmici e vento solare può causare.
Gli errori legati alla propagazione del segnale sono in prevalenza dovuti al ritardo di propagazione, variabile e incognito, che ha come causa fondamentale il tasso di elettroni liberi in atmosfera. Questo parametro a sua volta dipende dal vento solare e dai raggi cosmici. Così, l'attività solare può influenzare direttamente la qualità del segnale e delle prestazioni del GPS. Gli errori di orbitografia, per esempio quelli causati dagli errori delle effemeridi, sono gestiti con un continuo monitor di tutta la costellazione satellitare dal segmento di terra.
Gli errori di sincronizzazione, oltre a quelli cui si è accennato, sono in gran parte imputabili agli orologi di bordo, ai loro comportamenti stocastici, a eventuali anomalie. Per ridurli, nel corso dell'evoluzione del sistema sono state adottate contromisure diverse. Innanzitutto a bordo gli orologi sono ridondanti, ovvero sono presenti tre o quattro orologi in modo che, oltre a rispondere ai problemi di guasto totale di un orologio, l'insieme possa garantire una misura del tempo più accurata. In secondo luogo, il miglioramento delle tecniche di controllo da terra e le migliori prestazioni degli orologi stessi hanno costituito degli elementi importanti per il monitoraggio degli errori. Fino al 2000 la precisione del GPS per usi civili era intenzionalmente degradata per decisione del governo statunitense (Selective Availability).

### Aumento della precisione
Le caratteristiche chiave del sistema GPS (accuratezza, integrità, disponibilità) possono essere incrementate grazie all'uso di sistemi di GNSS Augmentation. Questi sistemi possono basarsi su satelliti geostazionari (Satellite Based Augmentation Systems) come il WAAS (statunitense) o l'EGNOS (europeo), oppure su collegamenti radio terrestri per distribuire agli utenti le informazioni correttive da applicare durante il calcolo della posizione. Nel caso di collegamenti radio terrestri ci si riferisce a sistemi Ground-based augmentation_system (GBAS). La modalità DGPS-IP sfrutta invece la rete Internet per l'invio di informazioni di correzione.

## Applicazioni

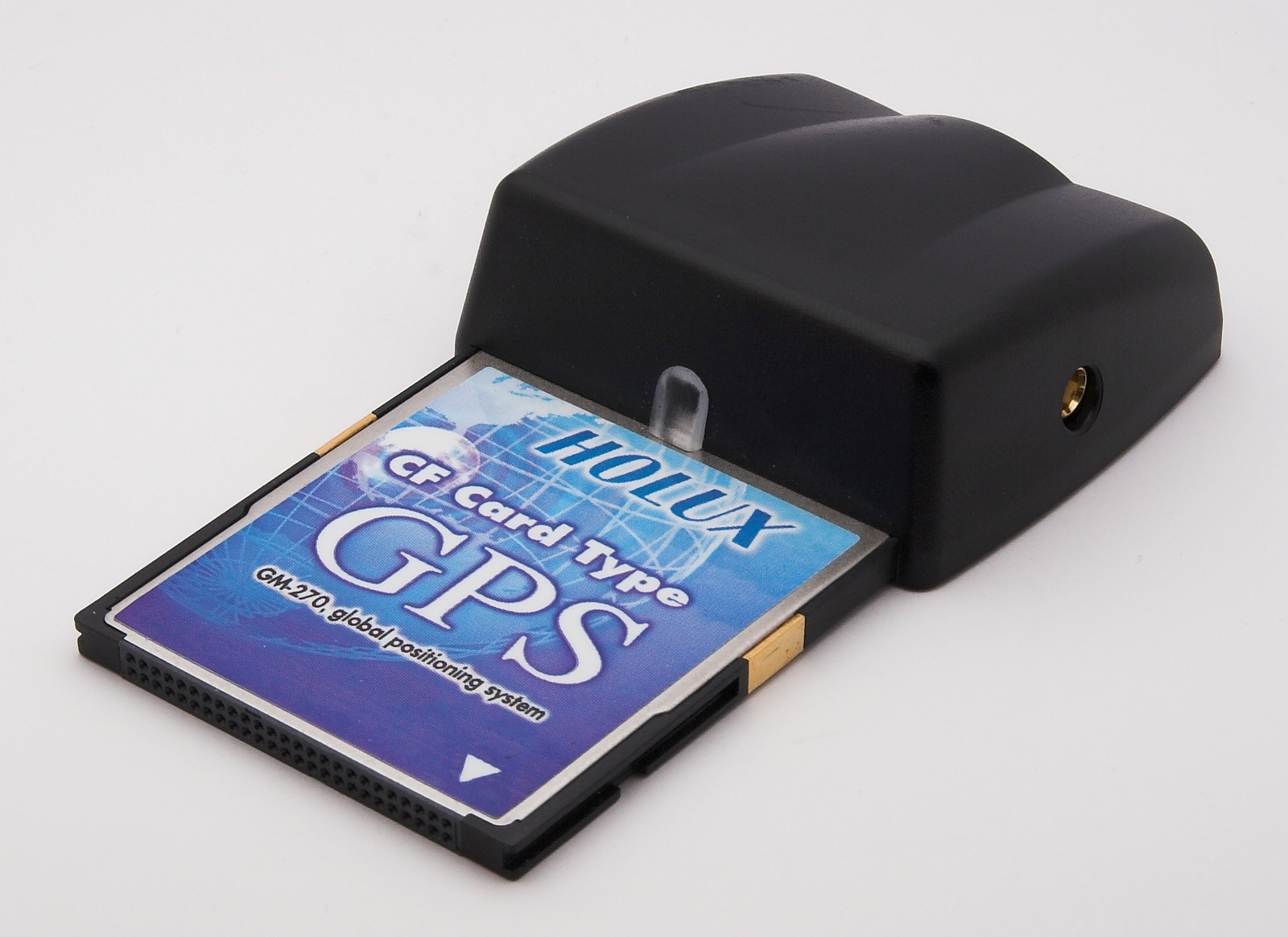
Scheda GPS per palmare.

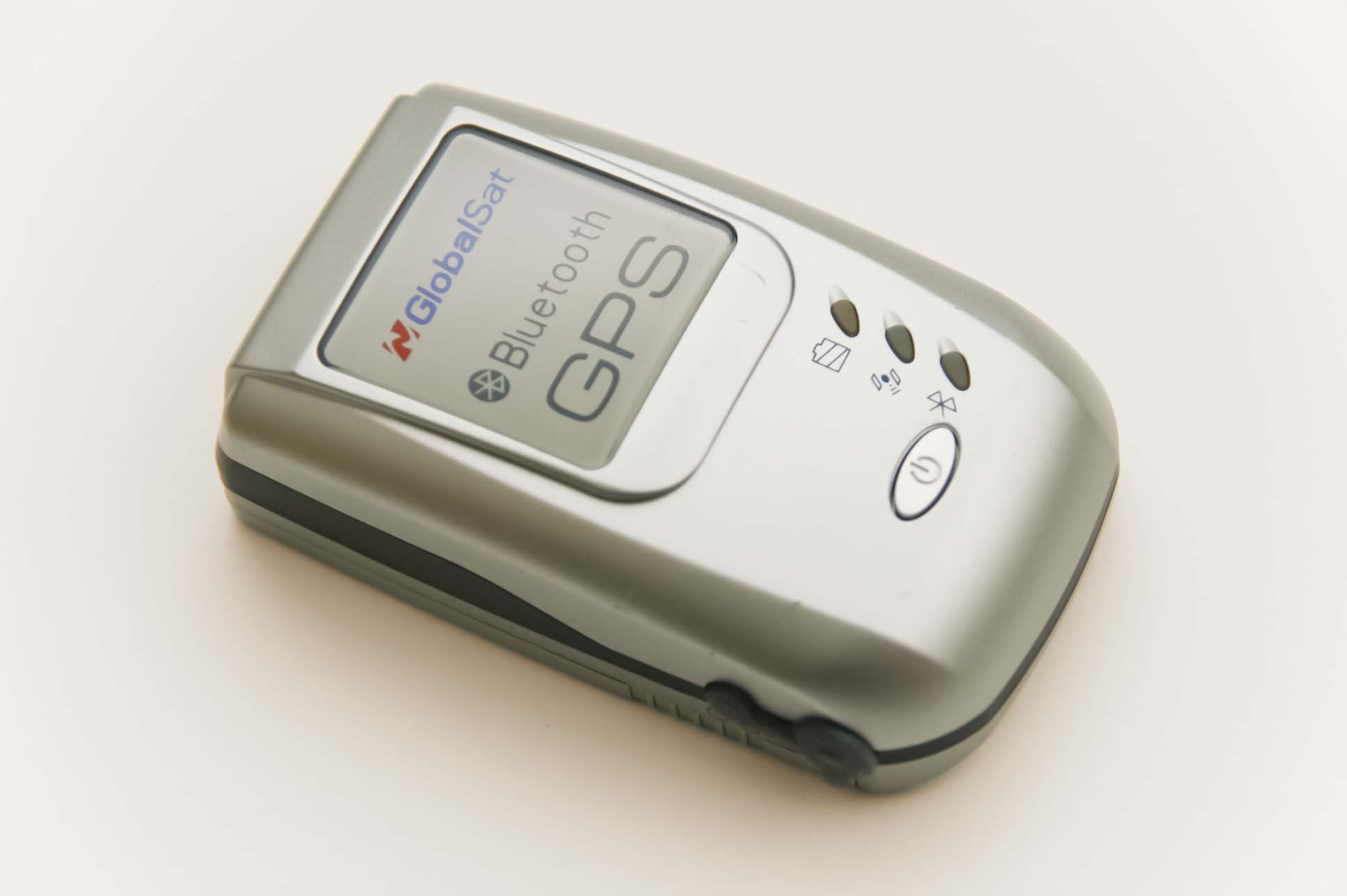
Ricevitore GPS Bluetooth per smartphone e computer.

Le applicazioni più comuni di un sistema di posizionamento e navigazione satellitare GPS sono la navigazione assistita sia passiva, cioè con semplice rilevazione delle coordinate geografiche, sia attiva, ovvero la ricezione di indicazioni stradali con l'aiuto di un opportuno algoritmo che sulla base della mappa stradale memorizzata sul dispositivo, calcola il percorso stradale più breve per giungere alla destinazione impostata a partire dalla posizione locale o semplicemente seguire determinate rotte aree e nautiche nella navigazione aerea e marittima. Altre importanti applicazioni sono in caso di emergenza/soccorso ovvero segnalazioni incidenti, infortuni, incendi e come radionavigazione nelle tipiche attività sportive all'aria aperta (es. escursionismo, alpinismo, cicloturismo, podismo ecc...).

### Il GPS nell'utilizzo quotidiano
I moderni ricevitori GPS hanno costi molto contenuti e il navigatore satellitare personale è divenuto un oggetto di uso comune. Il mercato offre soluzioni a basso costo che si rivelano efficaci non soltanto per la navigazione satellitare in sé, ma anche per usi civili, per il controllo dei servizi mobili e per il controllo del territorio.
Esistono varie soluzioni:
- integrate: sono dispositivi portatili all-in-one che incorporano un ricevitore GPS, uno schermo LCD, un altoparlante, un processore che esegue le istruzioni, date solitamente da un sistema operativo proprietario, uno slot per schede di memoria ove memorizzare la cartografia;
- ibride: sono dispositivi portatili (personal computer, palmari, smartphone) che, nati per scopi diversi, sono resi adatti alla navigazione satellitare attraverso un ricevitore GPS integrato oppure con il collegamento di un ricevitore GPS esterno (Bluetooth o via cavo) e l'adozione di un software dedicato in grado di gestire la cartografia.

### Il GPS su dispositivi mobili
Con la diffusione dei sistemi GPS, e il conseguente abbattimento dei costi dei ricevitori, molti produttori di telefoni cellulari/smartphone hanno cercato di inserire un modulo GPS all'interno dei loro prodotti, aprendosi quindi al nuovo mercato dei servizi, anche sul web, basati sul posizionamento (o LBS, location based services). Tuttavia il ritardo con cui un terminale GPS acquisisce la posizione al momento dell'accensione (in media tra i 45 e i 90 secondi), dovuto alla ricerca dei satelliti in vista, e il conseguente notevole impegno di energia e risorse hardware hanno frenato in un primo momento questo tipo di abbinamento. Negli ultimi anni è stato introdotto in questo tipo di telefoni il sistema GPS assistito, detto anche A-GPS dall'inglese Assisted GPS, con cui è possibile ovviare al problema del ritardo: si fanno pervenire al terminale GPS, attraverso la rete di telefonia mobile, le informazioni sui satelliti visibili dalla cella radio a cui l'utente è agganciato. In questo modo un telefono A-GPS può ricavare la propria posizione iniziale in pochi secondi, in quanto si assume che i satelliti in vista dalla cella siano gli stessi visibili dai terminali sotto la sua copertura radio. Questo sistema è molto utile anche come servizio d'emergenza, ad esempio per localizzare mezzi o persone ferite in seguito ad un incidente.

### Il GPS nelle applicazioni topografiche
Il GPS viene utilizzato anche frequentemente per scopi topografici/cartografici. In Italia esiste una rete di punti determinati dall'IGM chiamata IGM95, determinati con la precisione planimetrica di 2 cm e altimetrica di 4 cm.
Solitamente per le applicazioni topografiche si usa un altro metodo per determinare la posizione con sufficiente precisione poiché l'accuratezza di 10 metri conseguibile nei normali ricevitori è inaccettabile in topografia, ovvero la misura di fase dell'onda portante L1 e la risoluzione del numero delle ambiguità. Con metodi piuttosto complessi si arriva a una precisione anche di 2 ppm, ovvero 1 millimetro su un chilometro.

### Il GPS nella sincronizzazione degli orologi terrestri
Il sistema GPS è utilizzato per la sincronizzazione di precisione degli orologi terrestri accoppiati a un ricevitore GPS grazie alla presenza degli orologi atomici sui satelliti e al segnale orario trasmesso verso Terra.

## Sistemi alternativi
Oltre al GPS, sono in uso o in fase di sviluppo altri sistemi. Il russo Global Navigation Satellite System (GLONASS) è stato impiegato solo dai militari russi e sovietici, fino a quando è stato reso pienamente disponibile anche ai civili nel 2007. Alcuni moderni smartphone, come l'iPhone 4S, il Samsung Galaxy S2, il Samsung Galaxy S3, il Samsung Galaxy S5, il Samsung Galaxy S8, il Samsung Galaxy Ace 2 ed il Samsung Galaxy Xcover 2, e tablet come il Nexus 7, presentano un'antenna in grado di ricevere sia i segnali GPS sia i segnali GLONASS. La Cina ha realizzato il sistema di posizionamento Beidou, per uso civile esteso a tutta l'Asia, e il sistema di navigazione COMPASS, il cui completamento è previsto per il 2020.
L'India ha pianificato il sistema di navigazione regionale IRNSS, previsto nel 2012, che coprirà India ed oceano Indiano.
L'Unione europea ha in progetto il completamento della sua rete di satelliti, il "sistema di posizionamento Galileo", per scopi civili e militari. Il sistema Galileo è un sistema duale, cioè nato per compiti civili e militari. Questo progetto ha un'evidente valenza strategica in quanto la rete statunitense è proprietà dei soli Stati Uniti d'America ed è gestita da autorità militari che, in particolari condizioni, potrebbero decidere discrezionalmente e unilateralmente di ridurne la precisione o bloccare selettivamente l'accesso al sistema: la condivisione dell'investimento e della proprietà da parte degli stati utilizzatori garantisce continuità, accessibilità e interoperabilità del servizio europeo.

### Riviste
- GEOmedia, rivista italiana di geomatica, su rivistageomedia.it.

### Libri
- Ludovico Biagi, I fondamentali del GPS, Geomatics Workbooks, Vol. 8, 236 pp., 2009, su geomatica.como.polimi.it. URL consultato il 17 giugno 2011 (archiviato dall'url originale il 3 maggio 2011).